# Триселенид дицезия
Триселенид дицезия — бинарное неорганическое соединение
селена и цезия
с формулой Cs2Se3,
кристаллы.

## Получение
- Реакция чистых веществ в жидком аммиаке под давлением:

{\displaystyle {\mathsf {3Se+2Cs\ {\xrightarrow {338^{o}C}}\ Cs_{2}Se_{3}}}}

## Физические свойства
Триселенид дицезия образует кристаллы
ромбической сингонии, пространственная группа C mc21, параметры ячейки a = 0,8015 нм, b = 1,1406 нм, c = 0,8282 нм, Z = 4,
структура типа трисульфида калия K2S3
.
Соединение конгруэнтно плавится при температуре 338°C.